# كارستانه
 كارستانه  بالفارسية (روستاى گارستانه) قرية صغيرة تتبع البلدة المركزية (بالفارسية: بخش مرکزی شهرستان بندر لنگه) من توابع مدينة لنجة وتقع في محافظة هرمزگان في جنوب إيران. تقع القرية على بعد 4 كيلومترات من قرية جمه.

## حدود قرية كارستانه
حدود قرية كارستانه: من الشمال: قرية جمبه، ومن الجنوب قرية جنكل، ومن الغرب قرية جاه مسلم، ومن الشرق تنتهي بقرية مهركان في أقصى الشرق.

## السكان
يبلغ عدد سكان القرية حسب تعداد السكان لعام 2006 للميلاد، (100) نسمه تشكل (30 عائلة)، من أهل السنة والجماعة وعلى المذهب الشافعي. ويتكلمون الفارسية، لهم عدة مساجد، ومدرسة، وعيادة صحية صغيرة، وبركتان لحفظ مياه الأمطار، يمتهن السكان بالزراعة، وتربية المواشي والأغنام.